# Wolfgang Döbereiner
Wolfgang Döbereiner (* 28. Februar 1928 in München; † 5. April 2014 in Herrsching) war ein deutscher Astrologe und Buchautor.

## Leben
Wolfgang Döbereiner war ein Enkel des Hofmusikers Christian Döbereiner. Mit 16 Jahren wurde er im Zweiten Weltkrieg zum Dienst in der deutschen Wehrmacht als Flakhelfer eingezogen und geriet in amerikanische Kriegsgefangenschaft, aus der ihm kurze Zeit später die Flucht gelang. Im Jahr 1947 legte er das Abitur ab und studierte Musik. Äußerst unzufrieden mit der Entwicklung Nachkriegsdeutschlands mochte er sich aus mangelndem Zugehörigkeitsgefühl nirgendwo integrieren.
Neben der Tätigkeit als beratender Astrologe und Musiklehrer bestritt er daher jahrelang seinen Lebensunterhalt mit Gelegenheitsarbeiten und entwickelte nach eigener Aussage in dieser Zeit seine sogenannte „Münchner Rhythmenlehre“ (1953). In den 1970er Jahren gründete er eine eigene Schule für Astrologie in München und wurde durch Publikationen in Zeitungen, Wetterprognosen und astrologische Deutung homöopathischer Arzneimittelbilder bekannt. 
Die Verbindung zwischen Astrologie, psychosomatischen Elementen und der Homöopathie als neuer Form und „Neuorientierung“ der antiken und mittelalterlichen Vorstellungen der Signaturenlehre – wonach den Planeten und Konstellationen ganz bestimmte Substanzen oder Pflanzen zugeordnet werden – ist ein wesentlicher Teil seiner Lehre. Döbereiner vertrat die Auffassung, die Astrologie begrifflich und inhaltlich als ein geschlossenes Deutungssystem grundlegend modernisiert zu haben, das er als „Ablösung der Klassik“ verstand. Ein wesentliches Prinzip der von Döbereiner gelehrten Astrologie ist das der vergrößerten Rhythmen. Hierbei finden insbesondere der Siebenerrhythmus und Zehnerrhythmus Anwendung. Die Themen von Ereignissen wiederholen sich demnach in Rhythmen als identische Inhalte zu verschiedenen Zeitpunkten.
Döbereiner war Herausgeber der Zeitschrift Ex nihilo; seine Bücher veröffentlichte er seit 1987 ausschließlich im Selbstverlag.

## Werke
- Horoskop für jeden Tag. Ein astrologischer Lebensfahrplan. Südwest, München 1972
- Heyne Tierkreiszeichen-Bücher. 12 Bände. Heyne, München 1974
  - Überarbeitete Gesamtausgabe: Der Wandel des Lebens im Tierkreis. Döbereiner, Herrsching 2006
- Astrologischer Lehr- und Übungskurs 1971–1974. Hugendubel, München 1974
  - Neuausgabe als: Astrologisches Lehr- und Übungsbuch. 6 Bände, 1978ff
- Astrologisch-medizinische Diagnose und Homöopathie. Hugendubel, München 1980
  - Neuausgabe als: Astrologisch-homöopathische Erfahrungsbilder zur Diagnose und Therapie von Erkrankungen. 2 Bände
- Astrologisch definierbare Verhaltensweisen in der Malerei. 2 Bände, 1988
- Flumserberger Seminare
  - Band 1: Wendepunkte
  - Band 10: Weg der Aphrodite
- Seminare, 1990 ff:
  - Band 1: Das Gleichnis des Elefanten
  - Band 4: Die Weigerung des Christophorus
  - Band 6: Die Wege des Ortlosen
  - Band 7: Geflecht und Zeichen
  - Band 9: Die Modelle des Gegenwartslosen
  - Band 11: Der Zorn des Poseidon
  - Band 12: Die Kollektive des Ungeschehenen
  - Band 13: Die belegte Gegenwart
  - Band 15: Die verlorene Grenze
  - Band 16: In der Gewalt der Titanen
  - Band 17: Fluß der Generationen
  - Band 18: Einbruch des Zeitlosen
  - Band 19: Der König kehrt zurück
  - Band 20: Das Urteil des Empfindens
  - Band 21: Die Köpfe der Hydra
- Erste Veröffentlichungen von 1953 bis 1957, 2. A. 1992
- Hamburger Vorträge/Berliner Vortrag, 1992
- Astrologisch-geographische Karten, 1994
- Schul- und Seminarauszüge. 2 Bände, 1999

Übersetzungen ins Englische:
- Textbook of Astrology Vol. I bis III
- Patterns of Experience Vol. I

Übersetzungen ins Französische:
- Trois Conferences à Hamburg et Berlin**